# Loukovice
Loukovice (en allemand : Laukowitz) est une commune du district de Třebíč, dans la région de Vysočina, en République tchèque. Sa population s'élevait à 106 habitants en 2020.

## Géographie
Loukovice se trouve à 8,7 km au nord-ouest du centre de Jaroměřice nad Rokytnou, à 11 km au sud-ouest de Třebíč, à 33 km au sud-sud-est de Jihlava et à 145 km au sud-est de Prague.
La commune est limitée par Čáslavice à l'ouest et au nord, par Šebkovice au nord-est, à l'est et au sud, et par Babice au sud-ouest.

## Histoire
La première mention écrite de la localité date de 1387.

## Transports
Par la route, Loukovice se trouve à 10 km de Jaroměřice nad Rokytnou, à 13,7 km de Třebíč, à 36 km de Jihlava et à 174 km de Prague.